# Вардосанидзе, Сергей Сергеевич
Сергей Сергеевич Вардосанидзе (груз. სერგო ვარდოსანიძე, 3 декабря 1955 года, село Зоврети, Зестафонский район, Грузинская ССР) — грузинский учёный-историк, доктор исторических наук, профессор. Заведующий кафедрой истории Грузинской православной академии и семинарии Патриархии Грузии. Декан гуманитарного факультета Грузинского университета имени Андрея Первозванного Патриархии Грузии, председатель Учёного совета, ректор.

## Биография
После окончания средней школы, с 1974 по 1979 год учился в Тбилисском государственном педагогическом университете им. Сулхана-Саба Орбелиани на историческом факультете. С 1986 по 1989 годы учился в аспирантуре Института истории и этнологии им. Джавахишвили.
Кандидат исторических наук (1988), тема диссертации «Георгий Церетели о вопросах истории Грузии и грузинская просветительно-демократическая историография». Доктор исторических наук (2002), профессор (2004), доктор теологии (2013).
Написал ряд учебников и учебных пособий.

## Научные интересы
История Грузии и Грузинской православной церкви.